# Nathan Adler
Pour les articles homonymes, voir Nathan Adler (personnage) et Adler.
Nathan Adler (connu aussi comme Rabbi Natan ben Schimon Adler KaZ, Nathan ben Simeon ha-Kohen Adler, Rabbi Nathan Adler , "Ha-Chasid") (16 décembre 1741, Francfort-sur-le-Main-17 septembre 1800, Francfort-sur-le-Main) est un rabbin allemand, fondateur d'une yechiva. Parmi ses élèves, on compte  Abraham Auerbach, Abraham Bing, Sekl Loeb Wormser, Menahem Mendel ben Naphtali Hirsch Kargau et le Hatam Sofer.

## Biographie
Nathan Adler est né le 16 décembre 1741 à Francfort-sur-le-Main. Il est le fils de Simeon-Schimon Samson HaKohen Kaz-Adler, zum goldenen Herz (-9 octobre 1764, Francfort-sur-le-Main) et de Sara-Tserle Adler (née Windmühle) (-15 janvier 1803). Il est le frère de Blime Adler KaZ (-5 février 1799) et le demi-frère de Mindle Adler-Kaz (-19 octobre 1751).
Nathan Adler étudie à l'école rabbinique de Jacob Joshua Falk, l'auteur du Pene Yehoshua, alors rabbin de Francfort-sur-le-Main (grand-rabbin de Metz de 1735 à 1741), puis avec David Tevele Schiff (ou Dovid Schiff), qui devient plus tard le grand-rabbin du Royaume-Uni.
Il n'officie comme rabbin que pendant trois années, de 1782 à 1785, à  Boskovice, en Moravie, aujourd'hui en République tchèque.
Nathan Adler dirige une Yechiva dans sa maison à Francfort-sur-le-Main.
Nathan Adler épouse Rachel, la fille de Feist Cohen de Giessen (Hesse), (Allemagne). Ils n'ont pas d'enfant.
Nathan Adler est mort le 17 septembre 1800 à Francfort-sur-le-Main où il est enterré au cimetière juif de la Battonnstraße (de),.
Le Hatam Sofer, son disciple, fait son éloge funèbre, notant son hassidisme.